# Ceratophrys cornuta
El escuerzo de Surinam o rana cornuda de Surinam (Ceratophrys cornuta) es una especie de anfibio anuro de la familia Ceratophryidae, propia de toda la cuenca del Amazonas, encontrándose en Colombia, Ecuador, Perú, Brasil, Venezuela y las Guayanas.

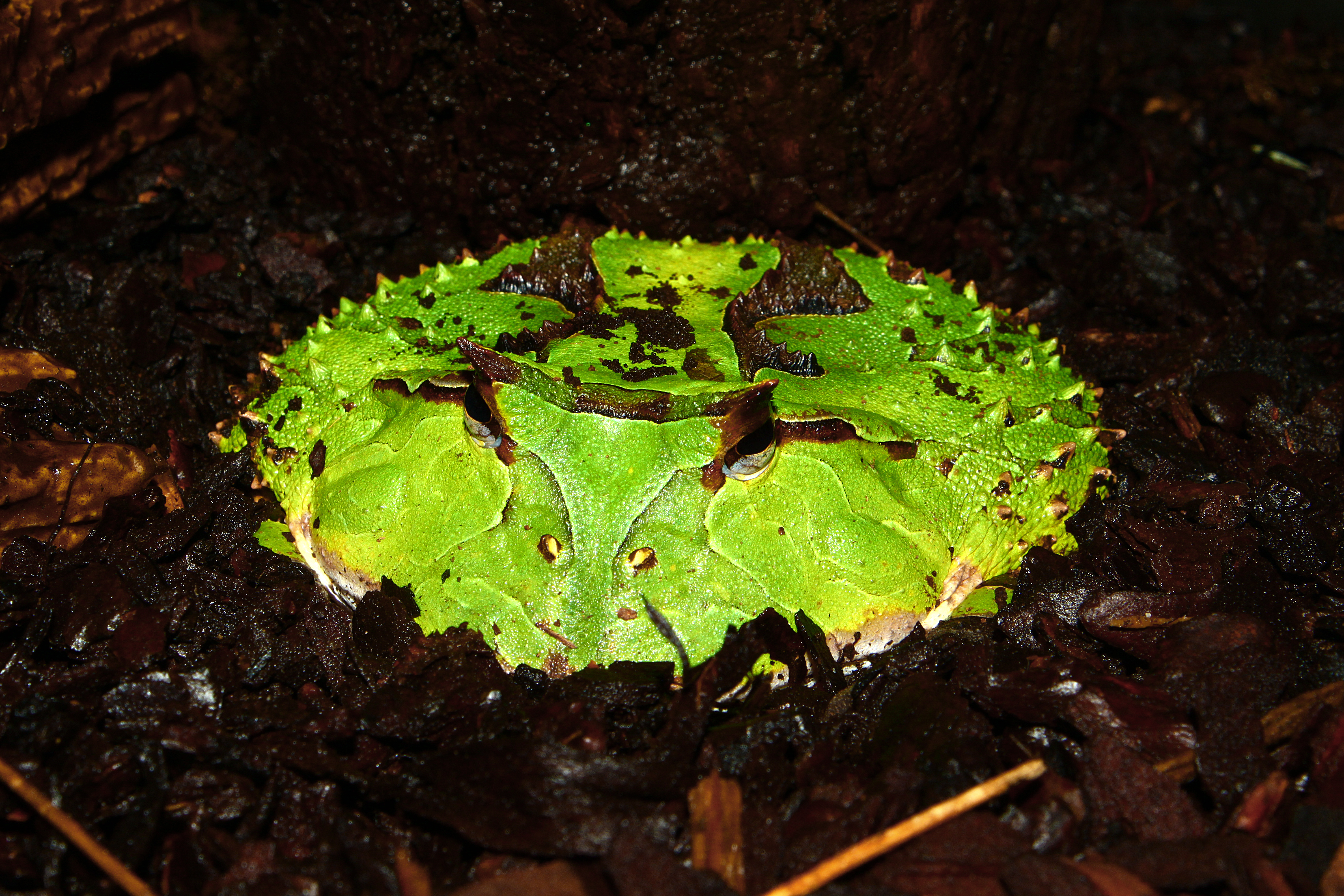

Es voluminoso, mide hasta 20 centímetros. Tiene una boca excepcionalmente ancha, y tiene dos proyecciones como cuernos sobre sus ojos. Las hembras ponen hasta 1000 huevos por desove y los envuelve alrededor de las plantas acuáticas.
Se alimenta de otras ranas, lagartos y ratones. Los renacuajos del escuerzo de Surinam atacan renacuajos de otras especies.